# Савелли, Личинио
Личинио Савелли (Licinio Savelli, его фамилию также пишут как Sabelli) — выходец из аристократической римской семьи, католический церковный деятель XI века. Возведён в ранг кардинала-дьякона церкви Сан-Джорджо-ин-Велабро около 1075 года.